# Астрономія в Гаїті
Астрономія в Гаїті слабко розвинута. В країні немає ані планетаріїв, ані обсерваторій, хоч нестача електрики звільняє нічне небо від світлового забруднення й робить його зручним для астрономічних спостережень. В країні існує невелика кількість ізольованих груп, які займаються аматорською астрономією. Діє Гаїтянське астрономічне товариство, яке займається астрономічною освітою та популяризацією астрономії.

## Астрономічна освіта
В шкільній програмі окремий курс астрономії відсутній. Будова Сонячної системи і знайомство з Землею як планетою входять в курс географії в старших класах молодшої школи, але відповідний параграф в підручниках в середньому займає менше 5 сторінок. Аудіовізуальні матеріали відсутні, і в більшості шкіл немає навіть електрики. Більшість вчителів не мають вищої освіти, а вивчення матеріалу часто зводиться до заучування тексту і його відтворення на екзамені.